# Jbel Aklim
Der Jbel Aklim (Berbersprache: Adrar n’Aklim) ist mit seiner Höhe von 2531 m der (wahrscheinlich) höchste Berg des Antiatlas-Gebirges im Süden Marokkos. Die nächsthöheren Gipfel des Antiatlas befinden sich im Umkreis des Jbel Aklim und nahe beim Tal der Ammeln in der Umgebung von Tafraoute (Jbel Lekst und Jbel m’Korn). Die Berge des Antiatlas wurden in der französischen Protektoratszeit (1912 bis 1956) erst- und letztmals vermessen.

## Lage
Der Jebel Aklim befindet sich etwa 25 km (Luftlinie) östlich der Kleinstadt Igherm in der Provinz Taroudannt in der Region Souss-Massa.

## Beschreibung
Wie nahezu alle Berge des Antiatlas ist auch der Jbel Aklim geprägt von stark erodierten Felsen und losem Geröll. In der gesamten Region fällt kaum Regen; sollte im Winter tatsächlich einmal Schnee fallen, so schmilzt dieser innerhalb weniger Minuten oder Stunden in der Tagessonne wieder ab, so dass sich in den Tallagen vereinzelt kleinere Oasen bilden können. Insgesamt ist die spröde Bergregion jedoch nur äußerst dünn besiedelt und kann noch nicht einmal von Schaf- und Ziegenherden beweidet werden.

## Besteigung
Aufstieg und Abstieg sind für geübte Bergwanderer innerhalb weniger Stunden zu bewerkstelligen (Trinkwasser mitnehmen!), wobei man sich dem Berg beim Dorf Tagdichte mit einem geländegängigen Fahrzeug oder Mountainbike bis auf etwa 5 km (oder weniger) nähern kann – von dort beträgt der zu überwindende Höhenunterschied noch etwa 650 m.